# جبل راكس
جبل راكس أو أبرق راكس هو أحد جبال منطقة المدينة المنورة في المملكة العربية السعودية، وارتفاعه 926 متراً عن سطح البحر.

## وصف الموقع
يقع الجبل على إحادثيات 25°00'00.0«شمال 41°42'25.0» شرق إلى الشرق من قرية بلغة وقرية النفازي وهضاب الغيمار، وشمال جبل علج وجبل فرقين وجبل لعيب وجبل الربوض وقرية المحامة وقرية هدبان، وشمال غرب ضليعات ضرابين، وجنوب غرب جبل ماوان وقرية الماوية. يجري من غربه وادي مبعوج ومن شرقه شعيب هدبان.
ذكره عبد الله بن صالح العقيل في معجم جبال منطقة القصيم وذكر أنه في أقصى الحدود الإدارية الغربية للمنطقة وأن ارتفاعه 1020 متراً عن سطح البحر وأن محمد ناصر العبودي ذكره في معجم بلاد القصيم، وذكره عبد الله بن محمد بن خميس في معجم جبال الجزيرة، وذكره ابن بليهد في كتابه صحيح الأخبار عما في بلاد العرب من الآثار، وذكره ياقوت الحموي في معجم البلدان، وذكره أبو عبيد الله البكري في معجم ما استعجم.